# شيبيون الإفريقي
بوبليوس كورنيليوس سكيبيو أفريكانوس (باللاتينية: Publius Cornelius Scipio Africanus؛ 236/235-183 ق.م) والمعروف باسم شيبيون الإفريقي هو قائد عسكري وسياسي روماني وأحد أهم الشخصيات التي مهدت لانتصار روما على قرطاج في الحرب البونيقية الثانية. يُصنّف عادة من ضمن أفضل القادة والإستراتيجيين على الإطلاق؛ وأعظم إنجازاته العسكرية هو انتصاره على حنبعل في معركة زاما.
بعد وفاة والده وعمه في معاركهم ضد القرطاجيين في إيبيريا، استحال شيبيون قائدًا على المنطقة وعُين بروقنصلًا عليها عام 211 ق.م. وفتح مدينة كرت هدشات عام 209 ق.م، وهَزم صدربعل برقا في معركة بيكولا. بلغت حملة شيبيون على الأراضي القرطاجية في إيبيريا ذروتها في معركة إليبا عام 206 ق.م ضد أخي حنبعل، ماجو برقة، وتمكن من دحر جيوشه، فخضعت له جميع الممتلكات القرطاجية في المنطقة.
عاد شيبيون إلى روما بعد نجاحاته في إيبيريا، وانتخب قنصلاً، فأخذ إذنًا من مجلس الشيوخ لغزو إفريقيا. وفي عام 203 ق.م، انتصر على القائد صدربعل، ابن غسغو، والملك النوميدي سيفاقس، ومن ثم حقق انتصارًا باهرًا آخر ضده في معركة السهول الكبرى، فأصبحت جميع نوميديا تحت سيطرته. فاضطر حنبعل إلى العودة من إيطاليا لإفريقيا. وتقاتل القائدان في معركة زاما الحاسمة عام 202 ق.م، وانتصر شيبيون على حنبعل، فاستسلمت قرطاج. ومُنح على إثر انتصاره في إفريقيا اللقب التشريفي «أفريكانوس»، ومعناه «الإفريقي»، والمقصود به الإشارة إلى كونه فاتح إفريقيا.
على الرغم من اعتباره بطلًا لدى الشعب الروماني نظير انتصاراته على قرطاج، كان لشيبيون الكثير من الأعداء، على رأسهم كاتو الأكبر، الذي كان يمقته مقتًا شديدًا. وفي عام 187 ق.م، حُوكم علنًا مع أخيه على خلفية دعوى بتلقيهما رشاوى من الملك السلوقي أنطيوخوس الثالث أثناء الحرب الرومانية السلوقية. أثار جحود أقرانه استياءه، فهجر شيبيون مدينة روما، وتخفى عن أعين العامة، معتزلاً في فيلته في لترنم.

## بداية حياته

### عائلته

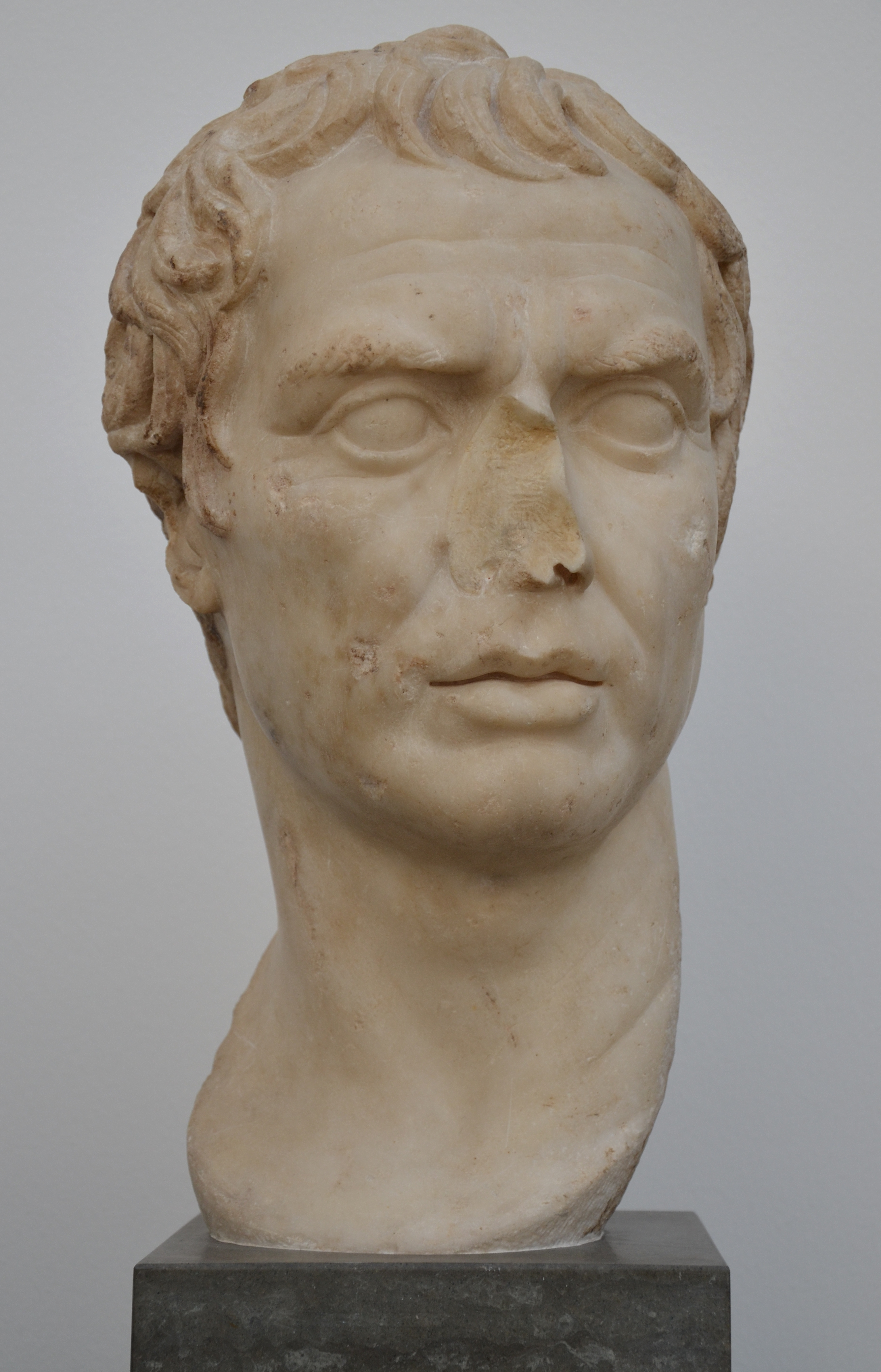
تمثال نصفي لشيبيون

ولد بوبليوس كورنيليوس سكيبيو في عام 236 ق.م، لأب حمل الاسم نفسه لاحقًا، وبومبونيا، في كنف أسرة سكيبيو الكورنيلية. وهي واحدة من كبرى العائلات البطريارقية التي لا تزال موجودة. وقد تولى العديد من أسلافه وأقربائه قنصلية الدولة في حياته: فقد كان جده الأكبر لوسيوس كورنيليوس سكيبيو بارباتوس وجده لوسيوس كورنيليوس سكيبيو، كلاهما قد توليا منصبي القنصلية والرقابة. وكان والده قنصلاً في عام 218 ق.م، وعمه قنصلاً في عام 222 ق.م، وأخواله، مانيوس بومبونيوس ماثو وماركوس بومبونيوس ماثو، قنصلين للعامين 233 ق.م و231 ق.م على التوالي.

### بداية خدمته العسكرية

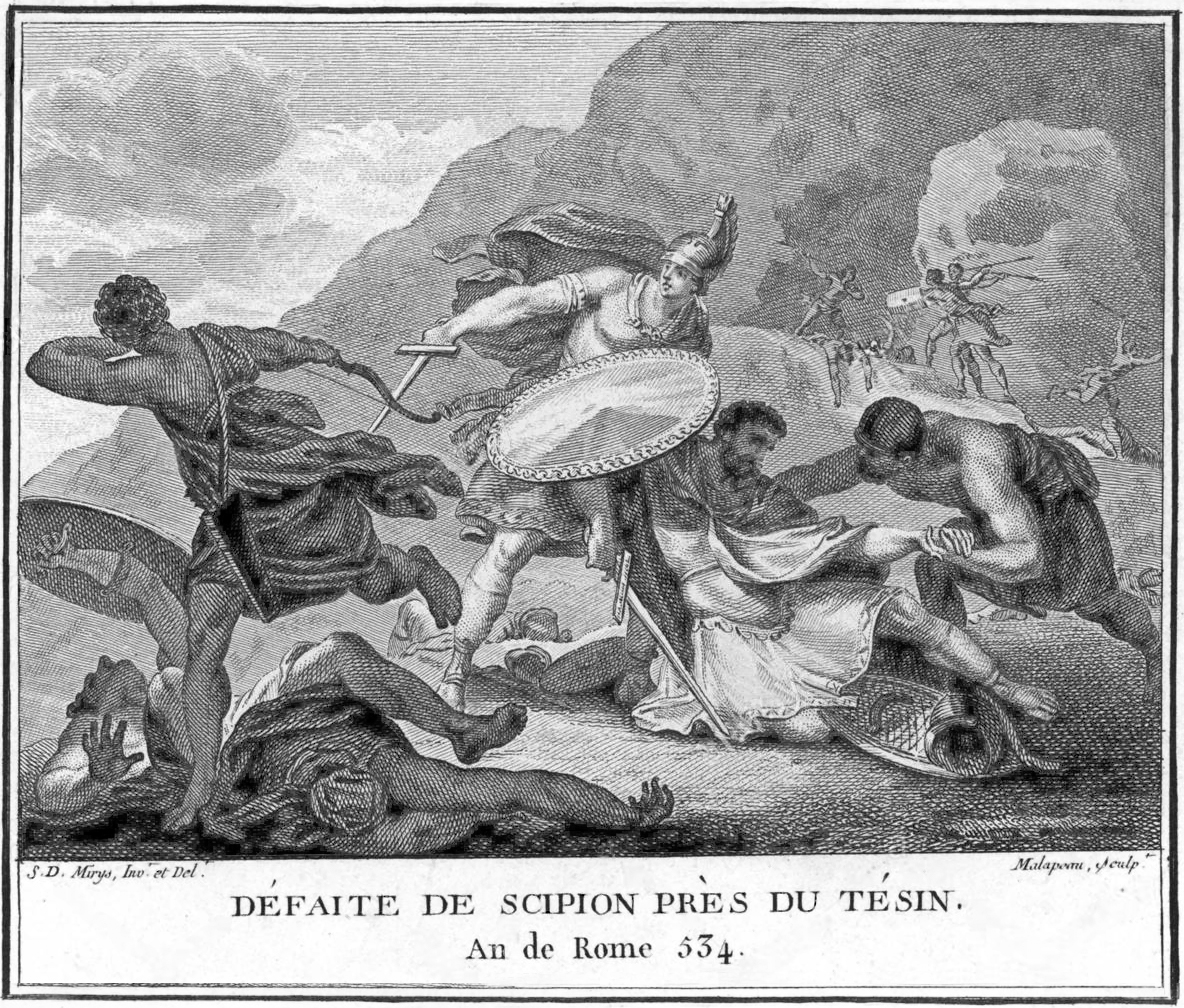
شيبيون الشاب يدفع عن والده المطروح هجوم الأعداء

بدأت الحرب البونيقية الثانية في بداية العام 218 ق.م عندما تجاهل القرطاجيون الإنذار الروماني الذي يأمرهم بانسحاب قائدهم العسكري حنبعل من ساغونتوم في إسبانيا. كان والد شيبيون قنصلاً في ذلك الوقت، ورافق شيبيون الشاب والده في حملته لتصدي لزحف حنبعل إلى إيطاليا. وفي خضم الاشتباك الذي جرى بين فرسان والد شيبيون وحنبعل في نهر تيسينيوس بالقرب من مدينة بابية الحالية، زَعم بوليبيوس أن الابن قد أنقذ حياة والده بعد أن حاصره مجموعة من فرسان الأعداء. في حين ذكرت مصادر أخرى أن عبدًا لغوريًا مجهول الاسم هو من أنقذه.
وبعد عامين، في سنة 216 ق.م، خدم شيبيون برتبة أطربون. ونجا من معركة كاناي الكارثية، التي لقي والد زوجته، لوسيوس أميليوس باولوس، مصرعه فيها، وبعد المعركة، جمع الجنود النّاجين في كنوسيوم. وبحسب ليفي، عندما علم شيبيون بأن لوسيوس كايسيلوس ميتيلوس ونبلاء شبّان آخرين يخططون لهجر الجمهورية والسفر إلى بلادين بعيدة ليعملوا مرتزقة، فداهم شيبيون النبلاء شاهرًا سيفه وأجبر جميع الحاضرين على أن يقسموا باسم جوبيتر والثالوث الكابيتوليني على ألا يخذلوا روما ماحيّوا. والغالب أن هذه القصة أُنشئت لاحقًا، لأنها لم ترد في أعمال بوليبيوس.
في العام التالي، سنة 213 ق.م، انتُخب إيديلاً قنصليًا وخدم مع ابن عمه ماركوس كورنيليوس كاثيغوس. إلا أن أحد نوّاب العامة رفض ترشيحه، بحجة أنه لم يبلغ السن المقبول لتولي المنصب، لكن الناخبين أبدوا حماسةً ودعمًا قويًا لشيبيون، فتراجع عن موقفه.

## حملته في هسبانيا
في عام 211 ق.م، قتل والده بابليوس سكيبيو وعمه جنايوس سكيبيو في معركة ضد صدربعل برقا شقيق حنبعل. في السنة التالية، عرض سكيبيو نفسه لقيادة الجيش الجديد الذي قرر الرومان أرساله إلى هسبانيا. وعلى الرغم من صغر سنه، انتخب ليتم إرساله كحاكم ولاية هناك. وحسبما ذكر تيتوس ليفيوس، فقد كان سكيبيو الرجل الوحيد الذي امتلك الشجاعة الكافية لترشيح نفسه لهذا الأمر، الذي تهرب منه الآخرون معتبرين أنه حكم بالإعدام. في عام 210 ق.م وهو العام الذي وصل فيه إلى هسبانيا، كانت المناطق جنوب نهر أبرة تحت السيطرة القرطاجية تحت قيادة أخوي حنبعل صدربعل برقا وماجو برقا بالإضافة إلى صدربعل جيسكو. ساعد ذلك روما بسبب صعوبة التنسيق بينهم، بالإضافة إلى انشغال القرطاجيين في إخماد الثورات في إفريقية.
أرسى سكيبيو سفنه عند مصب نهر أبرة، ثم فاجأ القرطاجيين وهاجم قاعدتهم في هسبانيا مدينة قرطاجنة الجديدة واحتلها. حصل سكيبيو بذلك على كمية كبيرة من المؤن ولوازم الحرب، وميناء ممتاز وقاعدة لعملياته. عامل سكيبيو أسراه معاملة حسنة، حتى ينظر السكان المحليين للرومان كمحررين وليس كغزاة. ونظراً لفراسة سكيبيو، أدرك أن الأولوية الأولى لمجلس الشيوخ هي الحرب في إيطاليا، لذا لم يعلق آمالاً كبيرة على إرسال تعزيزات له، فلجأ إلى التعاون مع الزعماء المحليين والتحالف معهم لتعزيز جيشه الصغير.
كانت أول معارك سكيبيو الفاصلة في عام 209 ق.م، عندما هاجم صدربعل برقا في معركة بيكولا في الوادي الكبير. خشي سكيبيو من أن تهاجمه جيوش ماجو وصدربعل جيسكو وتحيط بجيشه الصغير، لذا كان هدف سكيبيو هو القضاء بسرعة على أحد الجيوش ليتعامل مع الآخرين. بدأت المعركة عندما هاجم المشاة الرومانية قلب الجيش القرطاجي. لم يلحظ صدربعل إخفاء سكيبيو لفرسانه الذين تحركوا خلف خطوط القرطاجيين، ثم قاموا بهاجمة الجناحين بقيادة قائد الفرسان جايوس لايلوس وسكيبيو نفسه. هُزم الجيش القرطاجي، وكان هذا لاتينية ازا رائعا للقائد الروماني الشاب على القائد القرطاجي المخضرم. وعلى الرغم من انتصار الرومان، إلا أن سكيبيو لم يكن قادراً على إعاقة مسيرة القرطاجيين إلى إيطاليا. وجهت لسكيبيو انتقادات تاريخية كثيرة لعدم قدرته على عرقلة مسيرة صدربعل برقا، التي انتهت في نهاية المطاف بعد عبوره لجبال الألب، عندما هزمه جايوس كلاوديوس نيرو في معركة ميتوريوس.
بعد أيام بعد هزيمة صدربعل برقا، التقى جيشي ماجو برقا وصدربعل جيسكو لمواجهة الرومان. بعد أن هزم عدد من القبائل الأيبيرية، حقق سكيبيو نصرًا حاسمًا في عام 206 ق.م على القرطاجيين في معركة إليبا (بالقرب من إشبيلية)، مما أدى إلى إجلاء القرطاجيين عن هسبانيا.
بعد نجاحه في السيطرة على هسبانيا، قرر توجيه ضربة لقرطاجنة في إفريقية. قام سكيبيو بزيارة قصيرة إلى الأمراء النوميديين صيفاقس وماسينيسا. كانت نوميديا ذات أهمية حيوية بالنسبة لقرطاجنة، فهي توفر لهم المرتزقة والقوات المتحالفة معهم، بالإضافة إلى تزويدهم بالفرسان النوميديين، كما كانت نوميديا تعمل كدرع لقرطاجنة. تمكنت سكيبيو من إقناع كليهما بالتحالف معه، إلا أن صيفاقس غير رأيه في وقت لاحق، بعدما تزوج النبيلة القرطاجية صفنبعل ابنة صدربعل جيسكو، وقاتل مع القرطاجيين ضد ماسينيسا وسكيبيو في إفريقية.
بعد عودته إلى هسبانيا، إضطر سكيبيو لإخماد التمرد التي إندلع بين قواته. وفي 206 ق.م، بعدما ضمن بنفسه احتلال الرومان لهسبانيا بعد سقوط قادس، تخلى عن قيادته وعاد إلى روما.

## حملته الإفريقية

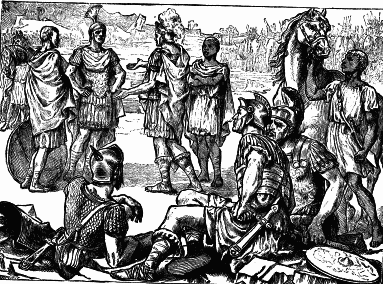
لقاء هانيبال وسكيبيو في زاما

في عام 205 ق.م، انتخب سكيبيو بالإجماع قنصلاً لروما في سن الـ 31. أراد سكيبيو أن يذهب إلى إفريقية، ولكن أعدائه في مجلس الشيوخ الروماني لم يسمحوا له بالذهاب أبعد من صقلية، كما لم يوجهوا معه جيشاً. ومع ذلك، قام سكيبيو بتدريب جيش من المتطوعين في صقلية. ومع مرور الوقت، كانت شهرة سكيبيو الإفريقي حافزاً للمتطوعين من جميع أنحاء إيطاليا للانضمام إليه. ومن المثير للاهتمام، أن من بين هؤلاء المتطوعين الناجين من معركة كاناي، الذين كانوا حريصين على إثبات جدارتهم مرة أخرى، وهكذا تحولت صقلية إلى معسكر تدريب ونقطة انطلاق للغزو الذي كان مقرراً.
كان سكيبيو مدركاً للتفوق القرطاجي، وخاصة الفرسان النوميديين الذين كان يحسمون المعارك ضد قوات مشاته. وبالإضافة إلى ذلك، كان جزء كبير من فرسانه من حلفاء روما المشكوك في ولائهم، أو من النبلاء الذين كانوا يأنفون من أن يجدوا أنفسم بين جنود المشاة المتواضع. ضغط سكيبيو على عدة مئات من النبلاء الصقليين لتشكيل قوة من الفرسان الذين اعترضوا على ذلك، ثم وافق بعد ذلك على إعفائهم من الخدمة على أن يوفروا الحصان والمعدات والبديل الذي سيركب الحصان. وبهذه الطريقة، أنشأ سكيبيو نواة مدربة من الفرسان لحملته الإفريقية.
أرسل مجلس الشيوخ الروماني مجموعة لمتابعة الوضع في صقلية، فوجدوا سكيبيو على رأس أسطول وجيش مجهزين تجهيزاً جيداً. ضغط سكيبيو على مجلس الشيوخ للحصول على إذن للعبور إلى إفريقية. وعارض المحافظين في مجلس الشيوخ الروماني، وعلى رأسهم فابيوس ماكسيموس الحملة. كان فابيوس لا يزال يخشى من قوة حنبعل، وكان ينظر إلى أي بعثة إلى إفريقية، على أنها خطيرة وإضاعة للمجهود الحربي. بل وحاول بعض أعضاء مجلس الشيوخ أثارة الرأي العام ضد سكيبيو بسبب معتقداته الدينية. لم يتمكن سكيبيو من الحصول إلا على الإذن بالعبور من صقلية إلى إفريقية، إذا كان ذلك في مصلحة روما، ولكن ليس للدعم المالي أو العسكري.
بعد مفاوضات، أبحر سكيبيو في عام 204 ق.م إلى مدينة «يوتيكا» بالقرب من قرطاجنة، وفي الوقت نفسه، تحالف مع صيفاقس، الذي إضطر سكيبيو للتخلي عن حصار يوتيكا. وفي السنة التالية، دمر جيشاً من القرطاجيين والنوميديين بعدما إقترابوا خلسة وأشعلوا النار في معسكرهم، حيث فر الجمع مذعورين. ورغم أنها لم تكن «معركة»، إلا أن بوليبيوس وتيتوس ليفيوس يقدرون عدد القتلى في هذا الهجوم بأكثر من 40,000 قتيل قرطاجي ونوميدي، وأسروا أكثر من ذلك.
أرسل سكيبيو لايلوس وماسينيسا، لمطاردة صيفاقس. في نهاية المطاف، استطاعا خلع صيفاقس عن عرشه، وتتويج الأمير ماسينيسا ملكاً للنوميديين. وبذلك فقدت قرطاجنة وخصوصًا حنبعل نفسه، مصدراً هاماً لفرسانه الماهرين، الذين سيقاتلون الآن لروما ضد قرطاجنة.

## الحرب ضد حنبعل
بعد أن هجر قرطاجنة حلفائها، وأصبحت محاطة بجيش روماني أفضل من أي جيش روماني واجهته من قبل. بدأت قرطاجنة في فتح القنوات الدبلوماسية للتفاوض. وفي الوقت نفسه، أُرسل إلى حنبعل وجيشه للعودة إلى قرطاجنة. وعلى الرغم من الشروط المعتدلة التي عرضها سكيبيو على قرطاجنة، إلا أن القرطاجيين علقوا المفاوضات فجأة، ومرة أخرى استعدوا للحرب. كان الجيش الذي عاد مع حنبعل موضوع جدل كبير. يزعم المدافعون عن حنبعل بأن جيشه كان معظمه من الإيطاليين الذين أجبروا على الخدمة في جنوب إيطاليا، كما أن معظم خيرة قدامى محاربيه وبالأخص الفرسان، قضوا في المعارك.
كان مع حنبعل مجموعة مدربة من جنوده الذين قاتلوا معه في إيطاليا، فضلاً عن ثمانية فيلة حربية. كان جيش حنبعل يتألف من 58,000 جندي مشاة و6,000 فارس، بالمقارنة مع 34,000 جندي مشاة و8,700 فارس هم جيش سكيبيو. التقى الفريقان في سهل بين قرطاج ويوتكا في 19 أكتوبر عام 202 ق.م في معركة زاما.
قسم حنبعل مشاته إلى ثلاثة صفوف. كانت استراتيجيته تعتمد على حيلة ماكرة وبسيطة: تبدأ الفيلة الهجوم في قلب الجيش الروماني فتوجد ثغرات في صفوف الرومان، والتي سيتم استغلالها من قبل المشاة القرطاجيون، وبدعم من سلاح الفرسان القرطاجي.
بدلًا من ترتيب قواته في صفوف تقليدية موازية للعدو، صفّ سكيبيو جيشه في خطوط عمودية على العدو، وهي حيلة تهدف إلى تجنب مواجهة الفيلة الحربية. وعندما هاجمت الفيلة القرطاجية، وقعت في الأفخاخ التي أعدها الرومان لهم، كما كانت الأبواق الرومانية في استقبالهم والتي أفزعتهم. وبالإضافة إلى ذلك، كانت استخدم الرومان الرماح لمهاجمة الفيلة وألحقوا بهم أضراراً كبيرة، تسبب ذلك المزيد من الفوضى بين الفيلة، ففر الكثير منهم تجاه الجيش القرطاجي.
تأثر المشاة الرومان كثيرًا بهجوم الفيلة، ولكن الفرسان النوميديين بقيادة ماسينيسا والفرسان الرومان بقيادة لايلوس شنوا هجومهم على الفرسان القرطاجيين، ودفعوهم إلى خارج ميدان المعركة، ليتركوا المشاة القرطاجيين والرومان في مواجهة بعضهم البعض. وكان الاشتباك دموياً، دون تفوق أحد الجانبين. لم يستطع المشاة الرومانية الاشتباك سوى مع صفين من الثلاث صفوف القرطاجية حتى فترة الراحة. بعد ذلك أعاد الجيش الروماني تنظيم صفوفه في شكل صف واحد طويل عمودي على خطوط حنبعل، وبذلك استطاع سكيبيو أن يشتبك بقواته مع قدامى محاربي حنبعل، الذي لم يكونوا قد اشتركوا في المعركة بعد. كان القتال مريراً، ولم يستطع سكيبيو تحقيق النصر إلا مع عودة الفرسان النوميديين إلى ميدان المعركة، والذين هاجموا ساق الجيش القرطاجي، متسببين فيما يسميه العديد من المؤرخين بـ «كاناي الرومانية».
بعد تلك الهزيمة الكارثية، طلبت روما من القرطاجيين استسلام أسطولهم، كما فرضوا عليهم دفع جزية سنوية. وافق سكيبيو على أن يصبح حنبعل زعيم لقرطاجنة. وعلى النقيض من تعامله الجيد مع القرطاجيين المهزومين، فقد قطع رؤوس الإيطاليين وصلب الرومان الفارين من المعركة.

## العودة إلى روما
رحبت روما بعودة سكيبيو ولقبته بـالإفريقي. رفض سكيبيو العديد من الألقاب الأخرى مثل قنصل لمدى الحياة والدكتاتور. وفي عام 199 ق.م، انتخب سكيبيو رقيباً وعاش لبضع سنوات بعد ذلك ثم اعتزل السياسة.
في عام 193 ق.م، كان سكيبيو واحدًا من أعضاء اللجنة التي أرسلت إلى إفريقية لتسوية النزاع بين ماسينيسا والقرطاجيين، والتي لم تحقق النجاح. ربما كان ذلك بسبب حنبعل، الذي أصبح في خدمة أنطيوخس الثالث ملك السلوقيين، والذي وصل إلى قرطاجنة لحشد الدعم لهجوم جديد على إيطاليا. وفي عام 190 ق.م، عندما أعلن الرومان الحرب ضد الرومان أنطيوخس الثالث، عرض سكيبيو على شقيقه لوسيوس كورنيليوس سكيبيو أسياتيكوس الانضمام إليه، إذا عهد مجلس الشيوخ له بالقيادة. حقق الأخوين نصرًا حاسمًا في معركة ماغنيسيا في العام نفسه.
اتهم باختلاس جزء من اموال الضرائب القادمة من قرطاج وقدم للمحاكمة فخاطب الحضور قائلًا: «في مثل هذا اليوم حاربت حنبعل وانتصرت على القرطاجيين» " كما تنسب اليه المقولة المشهورة وهو يحدث بلده روما: «أيها الوطن الناكر للجميل لن تكون لك عظامي»

### فهرس المراجع
1. ↑  وزارة الدفاع التونسية نسخة محفوظة 10 يناير 2020 على موقع واي باك مشين. [وصلة مكسورة]
2. ↑  Briscoe 1989، صفحة 60
3. ↑  
Briscoe 1989, p. 64.
4. ↑  
Broughton 1951, p. 317.
5. ↑   Gruen، Erich (1995). "The "fall" of the Scipios". في Malkin، I؛ Rubinsohn، Z W (المحررون). Leaders and masses in the Roman world. Mnemosyne Supplements. Brill. ج. 139. ص. 80–81. DOI:10.1163/9789004329447_006. ISBN:978-9-0040-9917-3.
6. ↑   Miles، Gary B (1995). Livy: reconstructing early Rome. Cornell University Press. ص. 59–60. ISBN:978-1-5017-2461-9. مؤرشف من الأصل في 2023-09-30.
7. ↑  Zmeskal 2009، صفحة 97.
8. ↑  Zmeskal 2009، صفحة 92
9. ↑  Zmeskal 2009، صفحات 96–97.
10. ↑  Zmeskal 2009، صفحة 96.
11. ↑  Zmeskal 2009، صفحة 221.
12. ↑  Briscoe 1989، صفحة 45.
13. ↑  Broughton 1951، صفحة 237.
14. ↑  Briscoe 1989، صفحة 49.
15. ↑  Briscoe 2012; Polyb.، 10.3.5. بلينيوس الأكبر, writing in the 1st century AD, mentions that Scipio refused the civic crown for the deed. Goldsworthy 2003، صفحة 53.
16. 1 2  Goldsworthy 2003، صفحة 53.
17. ↑  Broughton 1951، صفحة 251.
18. ↑  Livy، 22.53. See also, on Metellus, Broughton 1951، صفحة 260.
19. ↑  Ridley، R T (1975). "Was Scipio Africanus at Cannae?". Latomus. ج. 34 ع. 1: 161–165. ISSN:0023-8856. JSTOR:41529611. مؤرشف من الأصل في 2023-03-28. Ridley cites Scullard 1929، صفحة 38.
20. ↑  Broughton 1951، صفحة 263. Livy، 25.2.6, wrongly dates this to 212 BC; patricians held the curule aedileship in odd years, implying 213. Broughton also dismisses the "story that Scipio won election both for himself and his brother" – originating in Polyb.، 10.4–5 – as "intrinsically improbable" and notes its general scholarly rejection. Broughton 1951، صفحة 267 n. 4.
21. ↑  Livy، 25.2
22. ↑  Livy, Book XXVI, Chapter 18 ...declaring himself a candidate, took his station on an eminence from which he could be seen by all.
23. ↑  من غير المناسب أن يُسمي ضريح قديم حُوفِظ عليه بالقرب من مدينة كولونيا نيرفيانا أوغستا مارتياليس فيتيرانوروم سيتيفينسيوم (سيتيفيس) ، عاصمة نوميديا السطايفية، المعروفة اليوم باسم سطيف، في الجزائر.

#### الصمادر الأساسية
- Livy (1905) [1st century AD]. From the Founding of the City  (بالإنجليزية). Translated by Roberts, Canon – via ويكي مصدر.
- Polybius (1922–1927) [2nd century BC]. Histories. Loeb Classical Library. ترجمة: Paton، W R. Cambridge: Harvard University Press – عبر LacusCurtius.